# Peristylus
Peristylus är ett släkte av orkidéer. Peristylus ingår i familjen orkidéer.

## Dottertaxa tillPeristylus, i alfabetisk ordning[1]
- Peristylus affinis
- Peristylus aliformis
- Peristylus aristatus
- Peristylus banfieldii
- Peristylus bismarckiensis
- Peristylus brachypyhllus
- Peristylus brevicalcar
- Peristylus brevilobus
- Peristylus bulleyi
- Peristylus calcaratus
- Peristylus carolinensis
- Peristylus chapaensis
- Peristylus chlorandrellus
- Peristylus ciliatus
- Peristylus ciliolatus
- Peristylus citrinus
- Peristylus coeloceras
- Peristylus commersonianus
- Peristylus constrictus
- Peristylus copelandii
- Peristylus cryptostylus
- Peristylus cubitalis
- Peristylus cymbochilus
- Peristylus densus
- Peristylus djampangensis
- Peristylus dolichocaulon
- Peristylus duthiei
- Peristylus elbertii
- Peristylus elisabethae
- Peristylus fallax
- Peristylus flexuosus
- Peristylus forceps
- Peristylus forrestii
- Peristylus gardneri
- Peristylus goodyeroides
- Peristylus gracilis
- Peristylus grandis
- Peristylus hallieri
- Peristylus hamiltonianus
- Peristylus hatusimanus
- Peristylus holochila
- Peristylus holttumianus
- Peristylus holttumii
- Peristylus jinchuanicus
- Peristylus kerrii
- Peristylus kinabaluensis
- Peristylus korinchensis
- Peristylus kumaonensis
- Peristylus lacertifer
- Peristylus lancifolius
- Peristylus latilobus
- Peristylus lawii
- Peristylus listeroides
- Peristylus lombokensis
- Peristylus macer
- Peristylus maculifer
- Peristylus maingayi
- Peristylus mannii
- Peristylus minimiflorus
- Peristylus monticola
- Peristylus mucronatus
- Peristylus nanus
- Peristylus nematocaulon
- Peristylus neotineoides
- Peristylus novoebudarum
- Peristylus nymanianus
- Peristylus orbicularis
- Peristylus ovariophorus
- Peristylus pachyneuroides
- Peristylus pachyneurus
- Peristylus palawensis
- Peristylus parishii
- Peristylus phuwuanensis
- Peristylus plantagineus
- Peristylus prainii
- Peristylus pseudophrys
- Peristylus richardianus
- Peristylus rigidus
- Peristylus rindjaniensis
- Peristylus sahanii
- Peristylus secundus
- Peristylus setifer
- Peristylus silvicola
- Peristylus societatis
- Peristylus spathulatus
- Peristylus spiralis
- Peristylus staminodiatus
- Peristylus stenodon
- Peristylus subaphyllus
- Peristylus superanthus
- Peristylus tentaculatus
- Peristylus timorensis
- Peristylus tipuliferus
- Peristylus tobensis
- Peristylus tradescantiifolius
- Peristylus triaena
- Peristylus tricallosus
- Peristylus trimenii
- Peristylus umbonatus
- Peristylus unguiculatus
- Peristylus wheatleyi
- Peristylus whistleri